# S/2003 J 12
Az S/2003 J 12 egy Jupiter-hold. A Scott S. Sheppard által vezetett csillagászcsoport fedezte fel a Hawaii Egyetemen 2003-ban.
A hold körülbelül 1 kilométer átmérőjű, és átlagosan 17,740 Mm távolságban kering a Jupiter körül, 482,691 naponta megkerülve azt. Inklinációja 143° az ekliptikához képest (135° a Jupiter egyenlítőjéhez), retrográd mozgásiránya van és excentricitása 0,4449.
Ez a legbelső a Jupiter távolabbi, szabálytalan alakú, retrográd holdjai közül, és nem tartozik egyik csoportba sem.
1. ↑  https://www.minorplanetcenter.net/mpec/K03/K03E29.html